# Derrick Peak
Der Derrick Peak ist ein 2070 m hoher, markanter und eisfreier Berg in der Britannia Range des Transantarktischen Gebirges. Er ragt 5 km westlich des nördlichen Endes des Johnstone Ridge oberhalb der Südflanke des Hatherton-Gletschers auf.
Das Advisory Committee on Antarctic Names benannte ihn im Jahr 1965 nach Robert O. Derrick vom United States Weather Bureau, der von 1960 bis zu seinem Tod im Jahr 1966 als Assistent des Repräsentanten des United States Antarctic Research Program im neuseeländischen Christchurch tätig war.